# 미즈키 나나
미즈키 나나(일본어: 水樹 奈々, 1980년 1월 21일~)는 일본의 여자 성우, 가수, 배우이다. 시그마 세븐(シグマ・セブン) 소속이다(음반 회사는 킹 레코드(キングレコード) MM 제작부 소속) 본명은 곤도 나나(일본어: 近藤奈々/こんどう なな)이다. 이즈미가와 소학교, 이즈미가와 중학교를 거쳐 호리코시 고등학교 졸업. 성우 데뷔는 1998년 《NOёL ~La neige~》(PS) 카도쿠라 치사토 역으로, 가수로는 2000년 오모이(想い)로 데뷔했다.
대표작은 시스터 프린세스의 아리아, 나루토의 휴우가 히나타, 마법소녀 리리컬 나노하의 페이트 테스타롯사, 미나미가 미나미 토마 등이다.
애칭은 나나짱(奈々ちゃん), 나나상(奈々さん), 나나사마(奈々様), 헷도(헤드, 두목)(ヘッド)이다. 성우 이외에도 가수 활동에 전념하고 있어, 최근에는 여름 겨울에 라이브 콘서트를 개최하고 있다. 공식 팬클럽은 “S.C.NANA NET”이다.
2020년 7월 7일에 결혼 소식을 발표하였다. 결혼 상대는 음악업계 종사자라고 한다. 이어서 11월 6일에 아이를 가졌다는 소식도 발표했으며, 이듬해 3월 16일에는 첫 아이를 출산했다는 보고가 올라왔다.

## 약력
- 어렸을 때부터 부모가 노래 교실을 운영, 노래나 피아노를 배웠던 관계로, 현지의 노래 자랑 대회를 휩쓸었다고 불릴 정도였다. 그리고 세토우치[2] 노래자랑 전국대회에서 그랜드 챔피언, 즉 우승한 것을 계기로, 그 당시 심사위원의 눈에 들어와 스카우트되어 상경하게 되었다. 그리고 그 스카우트에(가수로서 스카우트된 것이 확실했는데) “성우에 관심이 있는가”라는 질문을 받았다고 한다. 중학교 시절에는 탁구부 소속이었다.
- 피아노는 2006년 1월 21일 생일 파티에서(두 번째 일본 부도칸 공연) ‘다카라모노’를 연주했다.
- 2003년, 7번째 싱글 《New Sensation》이 “학생의 응원가”로서 홋카이도 신문의 기사로 게재되었다, 그해 12월 31일 마쿠하리 메세[3]에서 카운트다운 공연을 벌였다.
- 상경 후 호리코시 고등학교 연예활동학부(堀越高校芸能活動コース, 예능활동 코스)에 입학. 애당초 엔카 가수를 지망했기 때문에, 일본 부도칸 라이브를 개최할 정도의 가수가 된 이후에도 ‘신주쿠 코마극장[4] 가요 쇼 개최’를 희망해 같은 장소에서 2008년 신곡 Trickster의 발매를 기념해 '미즈키 나나 크게 외치다'라는 이름의 첫 좌장공연을 열었다.

이후, 호리코시 고등학교 시절 입학식과 졸업식이 열렸던 나카노 선플라자에서 두 번째 좌장공연을 열었고, 2013년 3월 3일에는 양국 국기관에서 세 번째 단장공연을 계획중이다.
또한 존경하는 사람으로 미소라 히바리를 꼽았다. 호리코시 고등학교에서는 Kinki Kids의 도모토 츠요시나, 여성 탤런트 토모사카 리에와 같은 반이었다. 요요기 애니메이션 학원 성우과를 병행하며 통학했으나, 공부에도 열심히 몰입하여 졸업 당시 호리코시 상을 수상했다(모든 학부 중에서 학업 우수, 품행 방정의 졸업생 한 명에게 수여하는 상으로, 미즈키 나나는 쿠사나기 츠요시 이래 두 번째로 예능학부 수상자이기도 하다.).

## 성우 데뷔
- 1998년 플레이 스테이션 게임 《NOëL 〜La neige〜》의 카도쿠라 치사토(門倉千紗都) 역할로 정식 데뷔.
- 2001년, 애니메이션 《7인의 나나》에서 호흡을 맞춘 아키다 마도카, 아사키 마이, 나카하라 마이, 나즈카 카오리, 후쿠이 유카리, 모모모리 스모모(秋田まどか, 浅木舞, 中原麻衣, 名塚佳織, 福井裕佳梨, 桃森すもも)와 함께 nana x nana라는 유닛을 결성, 주제가 부름.
- 2001년, 《시스터 프린세스》를 계기로, 함께 연기한 쿠와타니 나츠코, 코바야시 유미코, 모치즈키 히사요(桑谷夏子, 小林由美子, 望月久代)과 함께 유닛 프릿츠(Prits, プリッツ)를 결성, 이후 싱글 3장, 앨범 1장 발표. 이 앨범에서는 LINDBERG[6]의 히트곡 〈GAMBARA〉(なくちゃね)를 리메이크.
- 2002년, 라디오 프로그램 〈미즈키 나나 스마일갱〉(Smile Gang) 방송 개시. 프로그램 내 흐르는 그녀의 CD 광고는 스페셜 버전으로, 프로그램 보조 출연자이기도 한 후쿠엔 미사토(福圓美里)와 만담 개그로 말미암아, 듣는 쪽, 즉 청취자도 무슨 광고인지 모를 정도의 내용.
- 2005년 1월 2일, 시이나 헤키루(椎名へきる)[7] 이래 성우 아티스트로서는 두 번째로 일본 부도칸 라이브 공연 개최. 이후 2006년 1월의 두 번째 부토칸 공연, 2007년 2월 12일 요코하마 아레나, 2008년 1월 3일에는 사이타마 슈퍼 아레나에서 각각 성우 아티스트 역사상 최초의 공연을 개최하였다. 2008년 7월 5일, 6일 요요기 체육관에서 라이브, 2009년과 2010년에는 세이부 돔에서 라이브를 개최하였고 2011년에는 도쿄 돔에서 라이브를 개최하였다. 해를 거듭할수록 콘서트의 규모가 커지고 있다.[8]

## 인물
가족 관계는 무남2녀 중 장녀. 동생은 코러스가 직업으로, 일부 노래에 참가 경력이 있다. 좋아하는 음식은 청어알, 카레, 토쿠시마 제분(회사 이름)의 킨챵 누들(金ちゃんヌードル). 음료는 후르츠 홍차. 싫어하는 것은 회(사시미) 같은 날것. 토마토. 2005년경 간(肝) 회는 어느 정도 극복했다. 과거 시급 800엔의 미용실 카운터 알바를 한 적이 있다고 밝혔다. 취미로는 2007년 현재 요가로, 동료 성우인 유즈키 료카(女), 스즈키 타츠히사(男)(柚木涼香, 鈴木達央), 가수 Suara도 권유했다고 한다.
가수 데뷔 당시는 파이오니아 LDC(현재 제네온 엔터테인먼트(Geneon Entertainment Inc.)) 소속이었으나 후에 킹레코드로 이적.. 《스타차일드》(Star Child)가 아닌 메이저 레이블 성격의 《VC 제작부》 소속. 킹레코드 관련 이외의 작품도 많이 출연했는데, KSS 시절부터 현재는 트라이넷 엔터테인먼트의 오오미야 사로(大宮三郎) 프로듀서가 담당하는 작품과도 인연이 깊다.

### 성우계의 으뜸가는 한신 타이거즈 팬
처음에는 고등학교 야구 쪽에 관심이 많았으나 요미우리 자이언츠 팬인 부친의 영향을 받아 거인 팬이 되었다. 그러나 1996년 시즌오프 당시 키요하라 카즈히로(清原和博, 현재는 은퇴)가 이적한 이후로 ‘거인은 비겁하다’라는 생각을 갖게 되어 당시 최하위였던 한신 타이거즈로 관심을 기울여, 동정으로 응원하게 된 것이 점점 한신의 매력에 빠져들어, 열정적인 한신 타이거즈의 팬으로서 성우계에서는 알려져 있다. 2007년 7월 27일에는 성우잡지 《hm3 special》의 기획으로 한신 고시엔 구장에서 처음 관전했다(이전 경기 메이지 진궁 구장에서 시합은 무승부로 끝났으나 이번에는 한신의 승리로 끝).

## 출연작

### TV 애니메이션
1998년
- 4차원 탐정 똘비 (야마토 소라)

2000년
- 러브히나 (냐모 나모)

2001년
- 시스터 프린세스 (아리아)
- 샤먼킹 (코로로, 타마무라 타마오)
- 명탐정 코난 (양복점 점원)

2002년
- 7인의 나나 (스즈키 나나)
- 해피★레슨 THE TV (로쿠마츠리 미나즈키)
- 프린세스 츄츄 (루우(프린세스 클레르))
- 나루토 (휴우가 히나타)
- 초중신 그라비온 (마리니아)
- 시스터 프린세스 RePure (아리아)
- 포켓몬스터 어드밴스 제너레이션 (포와룬(83화))

2003년
- 병속의 요정 (쿠루루)
- 해피★레슨 ADVANCE (로쿠마츠리 미나즈키)
- 강철의 연금술사 (라스)
- F-zero 팔콘전설 (루시 리버티)
- 초중신 그란비온 Zwei (마리니아)

2004년
- RAGNAROK THE ANIMATION (유파)
- 2X2=시노부전 (시노부)
- Tactics (에도가와 스즈)
- 마법소녀 리리컬 나노하 (페이트 테스타롯사)
- 따끈따끈 베이커리 (소피 발자크 키리사키)

2005년
- 코이코이7 (아스카 야요이)
- 매지컬 카난 (미즈키 사야카/세를리언 블루)
- 딸기 100% (미나미토 유이)
- 엘레멘탈 제레이드 (시스카)
- 응석부리지마!! (아야)
- 강식장갑 가이버 (세가와 미즈키)
- 마법소녀 리리컬 나노하 A'S (페이트 테스타롯사/페이트 테스타롯사 하라오운, 아리시아 테스타롯사)
- Canvas2~무지개 빛의 스케치~ (미소노 루리코)
- 지옥소녀 (시바타 츠구미)
- 바질리스크 ~코우가인법첩~ (오보로)

2006년
- 열쇠공주 이야기 영구 앨리스 윤무곡 (아카츠키 아카네)※4·13화에 게스트 출연
- 위치 블레이드 (마리아)
- 요시나가씨 댁의 가고일 (리리 해밀턴)
- 牙-키바- (로이아)
- 시문 (모리나스)
- 이누카미! (신도 케이)※12·13화에 게스트 출연
- 수왕성 (티즈)
- 츠요키스 CoolXSweet (코노에 스나오)

2007년
- 나루토 질풍전 (휴우가 히나타)
- 신곡주계 폴리포니카 (유기리 페르세르테)
- 키스덤-ENGAGE planet- (루키나 유노)
- 클레이모어 (리플)
- DARKER THAN BLACK -흑의 계약자- (키리하라 미사키)
- 샤이닝 티어즈 크로스 윈드 (시이나 카논(시이나))
- 마법소녀 리리컬 나노하 Stirker'S '(페이트 테스타롯사 하라오운)
- 지옥소녀 2기 (시바타 츠구미)
- 샤먼 시스터즈 (히바리 미즈키)
- 드래고노츠 더 레조넌스 (지크린데 바움갈드, 진의 어머니)
- 미나미가 (미나미 토마)
- 메이플스토리 (클로네)
- AYAKASHI (요아케 에임)
- 수호캐릭터! (호시나 우타우)

2008년
- 로자리오와 뱀파이어 (아카시야 모카)
- 로자리오와 뱀파이어 CAPU2 (아카시야 모카)
- 광란가족일기 (오아시스)
- 미나미가~오카와리~ (미나미 토마)
- 앨리슨과 리리아 (앨리슨 웨딩턴, 리리아 슐츠)
- 장난스런 키스 (아이하라 고토코)
- 백작과 요정 (리디아 칼튼)

2009년
- 화이트 앨범 (오가타 리나)
- 라이드백 (오가타 린)
- 미나미가~오카에리~ (미나미 토마)
- 강철의 연금술사 BROTHERHOOD (란 팡)
- 캠퍼 (감전 고양이)
- DARKER THAN BLACK -유성의 쌍둥이- (키리하라 미사키)
- 순정 로맨티카 (우사미 카오루코)

2010년
- 하트캐치 프리큐어 (하나사키 츠보미, 큐어 블로섬)
- 흑집사 (알로이스 트란쉬)

2011년
- 도그 데이즈 (리코타 엘마르)
- Blood-C (키사라기 사야)
- 토리코 (티나)

2012년
- 전희절창 심포기어 (카자나리 츠바사)
- 도그 데이즈 (리코타 엘마르, 타카츠키 나나미)
- 절원의 템페스트 (에반젤린 야마모토)
- 마기 (연백영)

2013년
- 미나미가~타다이마~ (미나미 토마)
- 혁명기 발브레이브 (크림힐트)
- 전희절창 심포기어 G (카자나리 츠바사)

2015년
- 전희절창 심포기어 GX (카자나리 츠바사)

2018년
- 여주인님은 초등학생! (마츠키 아키노)

2021년
- 샤먼킹 (타마무라 타마오)

### 외화
- 울트라 바이올렛 (식스(캐머론 브라이트) 역)
- 브링 잇 온
- 마이너리티 리포트<특별판> (아가사 역)
- 아이칼리 (칼리 셰이)
- 무림 여대생 (소휘 / 옥순(신민아)역)

### OVA
2001년
- 러브히나 봄 스페셜 (냐모)
- 해피레슨 OVA (로쿠마츠리 미나즈키)

2002년
- GENERATION OF CHAOS NEXT~맹세의 팬턴트~ (로지)
- 해피레슨 OVA 3화 (로쿠마츠리 미나즈키)

2003년
- 메모리즈 오프 2nd (시라카와 호타루)
- 해피레슨 OVA 4~5화 (로쿠마츠리 미나즈키)
- 왕도둑 징 7th Heaven (카시스)

2004년
- 메모리즈 오프 3.5~추억의 저편으로~ (시라카와 호타루)
- 메모리즈 오프 3.5~소원이 닿을 때~ (시라카와 호타루)
- 여름색의 모래시계 (세리자와 카호)
- 해피레슨 THE FINAL (로쿠마츠리 미나즈키)

2005년
- 전투요정 소녀 도와줘! 메이브 (메이브)
- 딸기 100% OVA (미나모토 유이)

2006년
- BALDR FORCE EXE RESOLUTION (량)

2007년
- 테일즈 오브 심포니아 (코렛트 브루넬)
- 도쿄 마블 초콜릿 (치즈루)

### 극장판
2002년
- 피아캐롯에 어서오세요 극장판 ~사야카의 사랑이야기~(시마 노리코)

2004년
- 나루토 극장판
- 극장판 포켓몬스터 AG: 열공의 방문자 테오키스 (오도리)

2005년
- 강철의 연금술사 극장판 -샴발라를 정복하는 자 (라스)

2007년
- 죠죠의 기묘한 모험 팬텀블러드 (에리나 펜덜튼)

2009년
- 공의 경계 제6장 망각녹음 (오우지 미사야)
- 케로로 더 무비: 드래곤 워리어 (시온)
- 레이튼 교수와 영원의 가희 (제니스 카트렌)

2010년
- 마법소녀 리리컬 나노하 THE MOVIE 1st (페이트 테스타롯사)

2011년
- 비크티니와 흑의 영웅 제크로무·비크티니와 백의 영웅 레시라무 (비크티니)
- 프리큐어 올스타즈 DX 3 - 미래에 닿아라! 세계를 잇는☆무지개빛 꽃 (히나사키츠보미(큐어블로섬))

2012년
- BLOOD-C THE LAST DARK (키사라기 사야)
- 마법소녀 리리컬 나노하 THE MOVIE 2nd A's (페이트 테스타롯사)

2014년
- THE LAST: 나루토 THE MOVIE (휴우가 히나타)

2018년
- 옷코는 초등학생 사장님 (마츠키 아키노)

2020년
- 벰 : 비컴 휴먼 (엠마)

2024년
- 극장판 짱구는 못말려: 우리들의 공룡일기 (나나)

### 게임
1998년
- 노엘 〜라・네즈〜 (카도쿠라 치사토)

1999년
- 리틀 위치 파르페 ~검은 고양이 마법상점~ (소녀 마법사 파르페) (레네트 킬슈)
- 리틀 위치 레네트 ~스완의 랩소디~ (소녀 마법사 레네트) (레네트 킬슈)

2000년
- 꽃밭의 플로레 (레네트 킬슈)

2003년
- SAKURA ~설월화~ (츠쿠모 나나)
- 테일즈 오브 심포니아 (코렛트 브루넬)

2005년
- 테일즈 오브 더 월드 나리키리 던전3 (코렛트 브루넬)
- 프린세스 메이커4 (딸)

2006년
- 기동전사 건담 클라이맥스 U.C. (2대째 여주인공A)
- 서몬 나이트4 (에니시아)

2007년
- 그로우 랜서 6 (네리스)
- 샤이닝 포스 이쿠사 (아미타릴리)
- 테일즈 오브 팬덤 Vol.2 (코렛트 브루넬)
- 샤이닝 윈드 (시이나 카논)

2008년
- 스타오션2 Second Evolution (레나 란포드)
- 테일즈 오브 심포니아 라타토스크의 기사 (코렛트 브루넬)

2010년
- 메탈기어 솔리드 - 피스워커 (PAZ)
- 스윙 골프 팡야 2nd숏! (루시아)

2011년
- 팬텀 브레이커 (니시나 마코토)

### 기타
2009년
- 마이크로소프트 윈도우 7 (마도베 나나미)

2012년
- 스위치걸!! (スイッチガール!! ) (나레이션, OST- Love brick)

## 음악
이 항목에 대해서는 가수 “미즈키 나나” 명의로 발매된 악곡에 대해 기술한다.

### 개요
가수 “미즈키 나나” 명의의 공식 데뷔는 2000년 12월 6일 발매의 《오모이》(想い)이다. 그 후 스미요시 아타리(住吉中)의 프로듀스로 악곡을 발표하나, ES 우리들의 라디오 시간(ESアワー ラジヲのおじかん) 내의 기획으로 셀프 프로듀스(Self Produce)를 수행할 당시 가수 오쿠이 마사미(奥井雅美)의 곡을 제공받은 계기로 (당시 오쿠이 마사미를 프로듀싱했던 작곡가 겸 프로듀서) 야부키 토시로(矢吹俊郎)를 만나게 되고, Power Gate 이래 야부키의 프로듀스를 받게 되나, 이후 ETERNAL BLAZE를 기점으로 아게마츠 노리야스(上松範康)를 중심으로 하는 Elements Garden의 프로듀스를 받으면서 동시에 여러 작곡가의 곡을 받게 된다.

#### 오리콘 차트 관련
- 2004년 10월 6일 발매한 10번째 싱글 innocent starter가 10월 18일자 오리콘 위클리 차트 첫 등장 9위를 획득, 자신의 첫 TOP 10을 기록.
- 2005년 10월 19일 발매한 12번째 싱글 ETERNAL BLAZE가 10월 31일자 오리콘 위클리 차트 첫 등장 2위를 획득, 자기 최고 기록을 경신. 이것은 당시 성우 단독 명의로 역대 최고 기록.

문화방송의 라디오 프로그램 FRIDAY SUPER COUNTDOWN 50에서도 성우 단독 명의로서 처음으로 1위를 획득했다.
- NANA CLIPS 3이 2006년 1월 30일자 오리콘 주간 음악 DVD 차트에서 성우로서 처음으로 1위를 기록했다. 그리고 종합 DVD 차트에서는 3위(초기 판매량 1만 1천 장).
- 앨범 HYBRID UNIVERSE가 오리콘 위클리 앨범 랭킹 3위 기록(성우 타이기록).
- 2007년 11월 14일 발매한 6번째 앨범 GREAT ACTIVITY가 11월 26일자 위클리 차트 앨범 랭킹에서 첫 등장 2위를 기록. 자신의 기록 경신, 하야시바라 메구미의 성우 앨범 최고 순위 기록도 초월했다.

또한 2009년 6월 3일 발매한 7번째 앨범 ULTIMATE DIAMOND가 6월 15일자 위클리 차트 앨범 랭킹에서 1위를 기록 자기기록을 경신하였다.
- 2009년 12월 23일 발매한 NANA MIZUKI LIVE DIAMOND×FEVER가 블루레이 종합 차트에서 랭킹 1위를 기록.
- 2010년 1월 13일 발매한 21번째 싱글 PHANTOM MINDS가 1월 25일자 위클리 차트 싱글앨범 랭킹에서 1위를 기록 자기기록을 경신하였다. 2011년 12월 현재까지 성우 단독 명의로는 유일한 기록이다.
- 2010년 7월 7일 발매한 8번째 앨범 IMPACT EXCITER가 7월 19일자 위클리 차트 앨범 랭킹에서 2위를 하였지만 판매기록이 9.3만장으로 자신의 기록으로써는 2011년 12월 현재까지 최고의 초동판매 기록이고 2000년대 성우 앨범으로도 최고의 초동판매량이다.
- 2011년 4월 13일 발매한 SCARLET KNIGHT와 POP MASTER가 4월 25일자 위클리 차트 싱글 랭킹에서 2위와 3위를 하였다. 성우의 싱글 2개가 Top 3안에 들어온 것은 역대 최초이며, 단일 여성 가수로서로도 약 12년만에 나온 4번째 가수이기도 하다.
- 2012년 6월 6일 발매한 TIME SPACE EP 가 6월 18일자 위클리 차트 싱글 랭킹에서 3위를 하였다. 이로 인해 하야시바라 메구미가 보유하고 있던 통산 싱글 TOP 10 획득수 기록 16작품을 넘은 17작품인 상태이며 현재 8월 10일에 발매한 BRIGHT STREAM가 현재 8월 12일자 위클리 차트 싱글 랭킹에서 2위를 차지. 이걸로 통산 싱글 TOP 3 획득수 기록 13작품, TOP 5 16작품, TOP 10 18작품이 되었다..
- 2012년 5월 2일 발매한 NANA MIZUKI LIVE CASTLE×JOURNEY ―QUEEN―과 NANA MIZUKI LIVE CASTLE×JOURNEY ―KING―가 DVD 위클리 차트 2위와 1위를 차지했다.
- 2012년 8월 1일 발매한 BRIGHT STREAM이 8월 13일자 위클리 차트 싱글 랭킹에서 2위를 하였다. 싱글의 초동판매수는 7.5만장으로 2008년 10월 발매된 18번째 싱글 Trickster의 5.7만장이었던 초동 기록을 경신하였다. 누적 판매량도 발매 4주만에 PHANTOM MINDS의 기록을 경신하였다.

#### “도리캉”·“코무챠” 관련
- 문화방송 SOMETHING DREAMS 멀티미디어 카운트다운(MULTIMEDIA COUNTDOWN)(SOMETHING DREAMS マルチメディアカウントダウン, 이하 도리캉)에서 미즈키 나나 명의로 첫 순위 진입은 2002년 5월 4일 5번째 싱글 《POWER GATE》이다. 그 후 20주 연속 순위에 들어가, 6주 연속 1위 획득, 첫 순위 진입으로 2002년 연간 차트 1위를 기록했다. 도리캉이 그해 가을 개편 편성으로 끝나게 되고, 후속으로 A&G Media Station 콤차트 카운트다운A&Gメディアステーション こむちゃっとカウントダウン, 이하 코무챠)는 도리캉 자료를 합산하지 않아, 그해 1위는 비공식이 됨(청취자들이 인터넷상에 도리캉+코무챠 자료를 합산하여 독자적으로 발표했으나, 문화방송에서는 이런 발표하지 않음).

- 또한 《POWER GATE》와 동시에 발표한 Love&History는 최고 기록 8위, 머무른 기간도 3주뿐이었다. 이 2002년, 도리캉과 코무챠 합산 총 51회 방송 중에서 미즈키 나나 자신의 노래가 순위권에 없던 적은 12월 7일~12월 28일 4주뿐.

- 이후 코무챠는 주간 제1위 순위 진입곡이 〈suddenly 〜巡り合えて〜〉, 〈New Sensation〉, 〈still in the groove〉, 〈パノラマ-Panorama-〉, 〈innocent starter〉, 〈WILD EYES〉, 〈ETERNAL BLAZE〉, 〈SUPER GENERATION〉, 〈Justice to Believe〉, 〈SECRET AMBITION〉, 〈MASSIVE WONDERS〉, 〈Astrogation〉, 〈Trickster〉, 〈深愛〉, 〈夢幻〉, 〈PHANTOM MINDS〉, 〈Silent Bible〉, 〈SCARLET KNIGHT〉라고 발표, 2011년 4월 현재 총 18곡(도리캉 시절 POWER GATE 포함시 19곡).

- 특히 Massive Wonders는 13주 연속 1위라는 기록을 달성, 이제까지 프로그램 기록이었던 호리에 유이의 〈心晴れて 夜も明けて〉(마음 개이고 밤도 아침이 되어)의 10주 연속 1위, 도리캉 시절의 TWO MIX 〈RHYTHM EMOTION〉의 12주 연속 1위를 갈아치운 대기록이다.

- 도리캉에서 코무챠에 걸쳐 9년 연속 연간 TOP10으로 악곡을 순위에 진입시켜, 2007년에는 드디어 코무챠에서 MASSIVE WONDERS로 연간 1위를 획득한다. 2009년에도 深愛로 연간 1위를 획득한다.
- 'PHANTOM MINDS는 첫 등장에 1위를 기록, 이는 코무챠에서 2011년 4월까지 유일한 기록이다(도리캉 시절에는 시이나 헤키루가 한번 기록한 적이 있다).

#### 기타
- 리메이크 곡으로는 〈おんなになあれ〉(여자가 되자. 원곡 모리카와 미호[20]森川美穂), 〈76th Star〉(원곡 REBECCA[21]).
- 《ミラクル☆フライト》(Miracle Flight) 뮤직비디오는 미즈키 나나 팬클럽 이벤트 당시 촬영이 진행, 라디오에서 경연했던 DonDokoDon의 히라하타 케이지(平畠啓史)[22]가 특별 출연.
- 《ETERNAL BLAZE》의 랭크인을 계기로 후지테레비 〈HEY!HEY!HEY!MUSIC CHAMP〉의 “RANK IN”코너에 출연. 이러한 전형으로 성우가 골든타임 TV 프로그램에 출연한 것은 이례적.
- 《ETERNAL BLAZE》 뮤직비디오에서 사용된 쇠사슬과 가죽 수갑은 진짜로, 본인도 “무겁고 아팠다.”라고 감상을 털어놔, 촬영 사이에는 팔의 혈압이 올라, 축 쳐진 상태였던 것 같다.
- 제1회 성우 어워드에서(第1回声優アワード) 《Justice to Believe》로 가창상을 수상.
- Billboard JAPAN MUSIC AWARDS2010에서 우수 팝아티스트 상 수상.

### 싱글
1. 想い (2000년 12월 6일)
2. Heaven Knows (2001년 4월 25일)
3. The Place of Happiness (2001년 8월 29일)
4. LOVE＆HISTORY (2002년 5월 1일)
5. POWER GATE (2002년 5월 1일)
6. suddenly ~巡り合えて~/Brilliant Star (2002년 9월 25일)
7. New Sensation (2003년 4월 23일)
8. still in the groove (2003년 7월 16일)
9. パノラマ -Panorama- (2004년 4월 7일)
10. innocent starter (2004년 10월 6일)
11. WILD EYES (2005년 5월 18일)
12. ETERNAL BLAZE (2005년 10월 19일)
13. SUPER GENERATION (2006년 1월 18일)
14. Justice to Believe/アオイイロ (2006년 11월 15일)
15. SECRET AMBITION (2007년 4월 18일)
16. MASSIVE WONDERS (2007년 8월 22일)
17. STARCAMP EP (2008년 2월 6일)
18. Trickster (2008년 10월 1일)
19. 深愛 (2009년 1월 21일)
20. 夢幻 (2009년 10월 28일)
21. PHANTOM MINDS (2010년 1월 13일)
22. Silent Bible (2010년 2월 10일)
23. SCARLET KNIGHT (2011년 4월 13일)
24. POP MASTER (2011년 4월 13일)
25. 純潔パラドックス (2011년 8월 3일)
26. Synchrogazer (2012년 1월 11일)
27. TIME SPACE EP (2012년 6월 6일)
28. BRIGHT STREAM (2012년 8월 1일)
29. Vitalization (2013년 7월 31일)
30. 禁断のレジスタンス (2014년 10월 15일)
31. エデン (2015년 1월 14일)
32. Angel Blossom (2015년 4월 22일)
33. Exterminate (2015년 7월 22일)
34. STARTING NOW！ (2016년 7월 13일)
35. Destiny's Prelude (2017년 7월 19일)
36. TESTAMENT (2017년 7월 19일)
37. WONDER QUEST EP (2018년 9월 26일)
38. NEVER SURRENDER (2018년 10월 24일)
39. Get up! Shout! (2021년10월 27일) (샤먼킹 2021년판 리메이크 2기 오프닝)

### 앨범
1. SUPERSONIC GIRL (2001년 12월 5일)
2. MAGIC ATTRACTION (2002년 11월 6일)
3. DREAM SKIPPER (2003년 11월 27일)
4. ALIVE&KICKING (2004년 12월 8일)
5. HYBRID UNIVERSE (2006년 5월 3일)
6. GREAT ACTIVITY (2007년 11월 14일)
7. ULTIMATE DIAMOND (2009년 6월 3일)
8. IMPACT EXCITER (2010년 7월 7일)
9. ROCKBOUND NEIGHBORS (2012년 12월 12일)
10. SUPERNAL LIBERTY (2014년 4월 16일)
11. SMASHING ANTHEMS (2015년 11월 11일)
12. NEOGENE CREATION (2016년 12월 21일)

### 베스트 앨범
1. THE MUSEUM (2007년 2월 7일)
2. THE MUSEUM II (2011년 11월 23일)
3. THE MUSEUM III (2018년 1월 10일)

### 응모자 전원 서비스
- テルミドール -Vingt-Sept- (2007년 10월 26일)

〈미즈키 나나 2007 앨범 싱글 DVD 발매기념 캠페인〉의 기획. 베스트 앨범 《THE MUSEUM》, 라이브DVD 《NANA MIZUKI LIVE MUSEUM X UNIVERSE》, 싱글 《SECRET AMBITION》의 초회판에 삽지인 응모권을 보낸 응모자 전원 서비스 Special CD. 수록곡은〈テルミドール -Vingt-Sept-〉 하나.
이 곡은 ‘아게마츠 노리야스’의 편곡이 가해진 곡.
자켓 역시 앨범 《THE MUSEUM》을 의식하여, 사실 이 앨범은 이미 “달”(月)이 존재했다. 고로, 이 앨범의 제작 단계부터 곡의 수록이 결정되었다고 추측된다. 당시 일부 팬들은, 수록돼 있지 않은 “달”의 존재를 눈치채어, 다른 곡 〈LOOKING ON THE MOON〉을 예상했다.
- 이 점에 대해서는 본인 라디오에서 밝혀, 앨범 제작 단계부터 이 곡의 수록이 결정됐다고 발표. 또한 Vingt-Sept는, 프랑스어로 27의 의미[23]

### DVD
- NANA CLIPS 1（2003년 1월 22일 KIBM-40）
- NANA MIZUKI "LIVE ATTRACTION" THE DVD（2003년 3월 26일 KIBM-44）
- NANA MIZUKI LIVE SKIPPER COUNTDOWN THE DVD and more（2004년 3월 3일 KIBM-65〜66）
- NANA CLIPS 2（2004년 7월 7일 KIBM-68）
- NANA MIZUKI LIVE RAINBOW at BUDOUKAN（2005년 4월 6일 KIBM-82〜83）
- NANA CLIPS 3（2006년 1월 18일 KIBM-103）
- NANA MIZUKI LIVEDOM-BIRTH- at BUDOKAN （2006년 6월 21일 KIBM-112〜114）
- NANA MIZUKI LIVE MUSEUM×UNIVERSE (2007년 6월 6일 KIBM-140〜143)
- NANA MIZUKI LIVE FORMULA at SAITAMA SUPER ARENA (2008년 5월 9일 KIBM-167～169)
- NANA CLIPS 4（2008년 7월 2일 KIBM-170）
- NANA MIZUKI LIVE FIGHTER　BLUE×RED SIDE (Blu-Ray)（2008년 12월 25일 KIXM-1～KIXM-2）
- └ NANA MIZUKI LIVE FIGHTER　－BLUE SIDE－(DVD)（2008년 12월 25일 KIBM-192～KIBM-193）
- └ NANA MIZUKI LIVE FIGHTER　－RED SIDE－(DVD)（2008년 12월 25일 KIBM-194～KIBM-195）
- NANA MIZUKI LIVE DIAMOND×FEVER (Blu-Ray)(2009년 12월 23일 KIXM-10~KIXM-12)
- └ NANA MIZUKI LIVE DIAMOND×FEVER (DVD)(2009년 12월 23일 KIBM-221~KIBM-225)
- NANA CLIPS 5 (Blu-Ray)（2010년 10월 27일 KIXM-20）
- └ NANA CLIPS 5 (DVD)（2010년 10월 27일 KIBM-258~KIBM-259）
- NANA MIZUKI LIVE GAMES×ACADEMY -RED- (Blu-Ray)（2010년 12월 22일 KIXM-22～KIXM-23）
- └ NANA MIZUKI LIVE GAMES×ACADEMY -RED- (DVD)（2010년 12월 22일 KIBM-262～KIBM-266）
- NANA MIZUKI LIVE GAMES×ACADEMY -BLUE- (Blu-Ray)（2010년 12월 22일 KIXM-24～KIXM-25）
- └ NANA MIZUKI LIVE GAMES×ACADEMY -BLUE- (DVD)（2010년 12월 22일 KIBM-267～KIBM-271）
- NANA MIZUKI LIVE CASTLE×JOURNEY ―QUEEN― (Blu-Ray) (2012년 5월 2일 KIXM-54～KIXM-55)
- └ NANA MIZUKI LIVE CASTLE×JOURNEY ―QUEEN― (DVD) (2012년 5월 2일 KIBM-311～KIBM-315)
- NANA MIZUKI LIVE CASTLE×JOURNEY ―KING― (Blu-Ray) (2012년 5월 2일 KIXM-56～KIXM-57)
- └ NANA MIZUKI LIVE CASTLE×JOURNEY ―KING― (DVD) (2012년 5월 2일 KIBM-316～KIBM-320)

## 라이브 공연
- 미즈키 나나 20th Birthday Anniversary Live(2000년 1월 23일)
- 미즈키 나나 21ANNIVERSARY CONCERT "HAPPY"(2001년 1월 21일)
- 미즈키 나나 X'mas LIVE "supersonic girl"(2001년 12월 23일)
- LIVE ATTRACTION (2002년-2003년 겨울)
- LIVE SENSATION (2003년 여름)
- LIVE SKIPPER COUNTDOWN (2003년 12월 31일- 2004년 1월 1일)
- LIVE SPARK (2004년 여름)
- LIVE RAINBOW (2004년-2005년 겨울)
- LIVE ROCKET (2005년 여름)
- LIVEDOM BIRTH (2006년 1월 21일)
- LIVE UNIVERSE (2006년 여름)
- LIVE MUSEUM 2007 (2007년 2월 12일)
- LIVE FORMULA 2007-2008 (2007년 12월 2일-2008년 1월 3일)
- LIVE FIGHTER 2008 (～BLUE SIDE～ : 2008년 7월 5일, ～RED SIDE～ : 2008년 7월 6일)
- LIVE FEVER 2009 (2009년 1월 10일-1월 25일)
- LIVE DIAMOND 2009 (2009년 7월 5일)
- LIVE ACADEMY 2010
- LIVE GAMES 2010
- LIVE GRACE 2011 -Orchestra- (2011년 1월 22일~1월 23일)
- LIVE JOURNEY 2011 (2011년 5월 7일~8월 14일)
- LIVE CASTLE 2011 (2011년 12월 3일~12월 4일)
- LIVE UNION 2012 (2012년 6월 24일~9월 8일)
- LIVE GRACE 2013 -OPUS II- (2013년 1월 19일~1월 20일)
- LIVE CIRCUS 2013 (2013년 7월 7일~8월 18일)
- LIVE CIRCUS 2013+ (2013년 11월 23일~11월 24일)
- LIVE FLIGHT 2014 (2014년 6월 1일~8월 3일)
- LIVE FLIGHT 2014+ (2014년 9월 27일~10월 5일)
- LIVE THEATER 2015-ACOUSTIC (2015년 1월 17일~1월 18일)
- LIVE ADVENTUER 2015 (2015년 7월 4일~9월 19일)
- LIVE GALAXY 2016 (~GENESIS~ : 2016년 4월 9일, ~FRONTIER~ : 2016년 4월 10일)
- LIVE PARK 2016 (2016년 9월 22일)
- LIVE ZIPANGU 2017 (2017년 1월 7일~3월 12일)
- LIVE GATE 2018 (2018년 1월 11일~1월 21일)
- LIVE ISLAND 2018 (2018년 6월 23일~9월 1일)
- LIVE ISLAND 2018+ (2018년 9월 29일)